# 강승호 (배우)
강승호(康承鎬, 1993년 4월 23일~현재)는 대한민국의 남성 배우다. 2013년 연극 배우로 데뷔하였다.

## 학력
- 중앙대학교 연극과(2012학번)

## 드라마
- 2020년 : OCN 드라마 《미씽:그들이 있었다》- 장명규 역
- 2021년 : MBC 드라마 《오! 주인님》 - 화이트맨 역
- 2022년 : MBC 드라마 《트레이서》- 한경모 역
- 2022년 : 웹드라마 《트레이서 시즌2》
- 2023년 : SBS 드라마 《마이데몬》- 노도경 역

## 영화
- 2024년 : 영화 《무도실무관》- 김민욱 역

## 연극
- 2013년 : 팬지
- 2016년 : 엄마가 낳은 숙이 세 자매
- 2016년 : 선물
- 2017년 : 존경하는 엘레나 선생님
- 2017년 : 언체인
- 2019년 : 엘리펀트 송
- 2020년 : 존경하는 엘레나 선생님 - 예스24
- 2020년 : 존경하는 엘레나 선생님 - 홍익대
- 2020년 : 3RD 아들
- 2021년 : 빈센트 리버
- 2021년 : 내일 바다에
- 2021년 : 카포네 트릴로지
- 2021년 : 엘리펀트 송 - 서울
- 2022년 : 가족이란 이름의 부족
- 2022년 : 레드